# Halvdanshaugen (Stein)

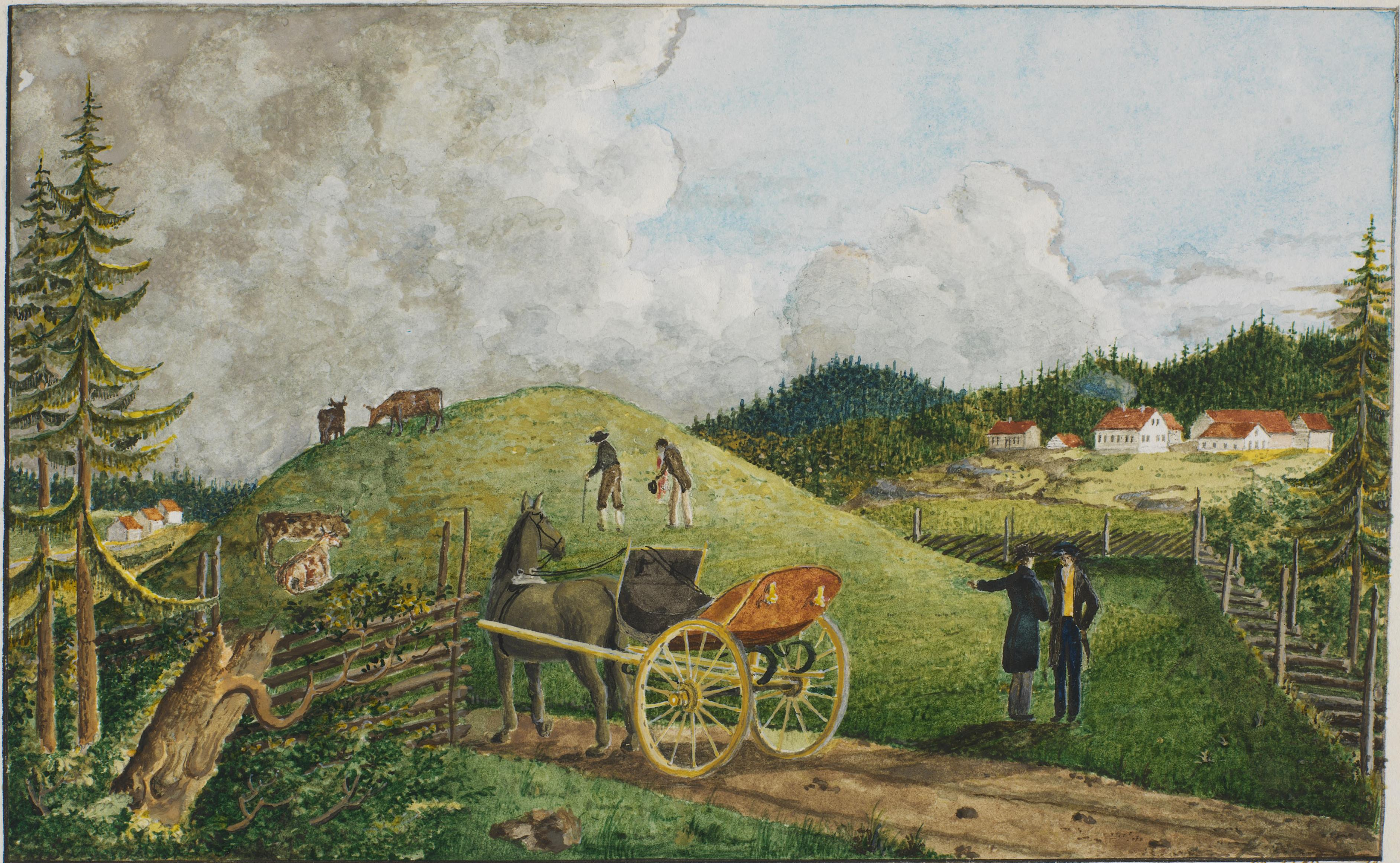
Gemälde um 1850 mit Halfdan Svartes Grabhügel von Peter Andreas Brandt

Der  Halvdanshaugen  (Halvdans-Hügel) auf dem Gut Stein (norwegisch Halvdanshaugen på Stein) in Hole in Buskerud ist einer von vier Grabhügeln dieses Namens in Norwegen. Die anderen sind Halvdanshaugen in Tingelstad in der Kommune Gran in Hadeland, Halfdanshaugen in Hovinsholm auf der Insel Helgøya in der Kommune Ringsaker sowie  Halfdanshaugen in Hubred in der Kommune Hamar in Hedmark.

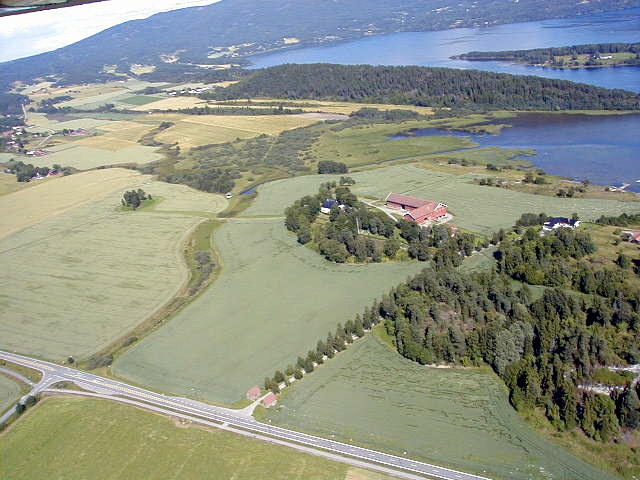
Halvdanshaugen befindet sich im linken Teil des Bildes

Die Hügel sind nach Halfdan Haraldsson oder Halfdanr Svarti (dem Schwarzen – etwa 810– 860) benannt, König im Vestfold und Vater von Harald Schönhaar. Ein gleichnamiger Halfdan Haraldsson soll sein Großvater gewesen sein; ein anderer der Vater von Ivar Vidfamne.

## Beschreibung
Halvdanshaugen in Stein ist einer der größten Grabhügel Norwegens mit einem Durchmesser von etwa 58,0 m und einer Höhe von 4,0 m. Der Hügel war ursprünglich von einem Graben umgeben, der manchmal mit Wasser gefüllt war.

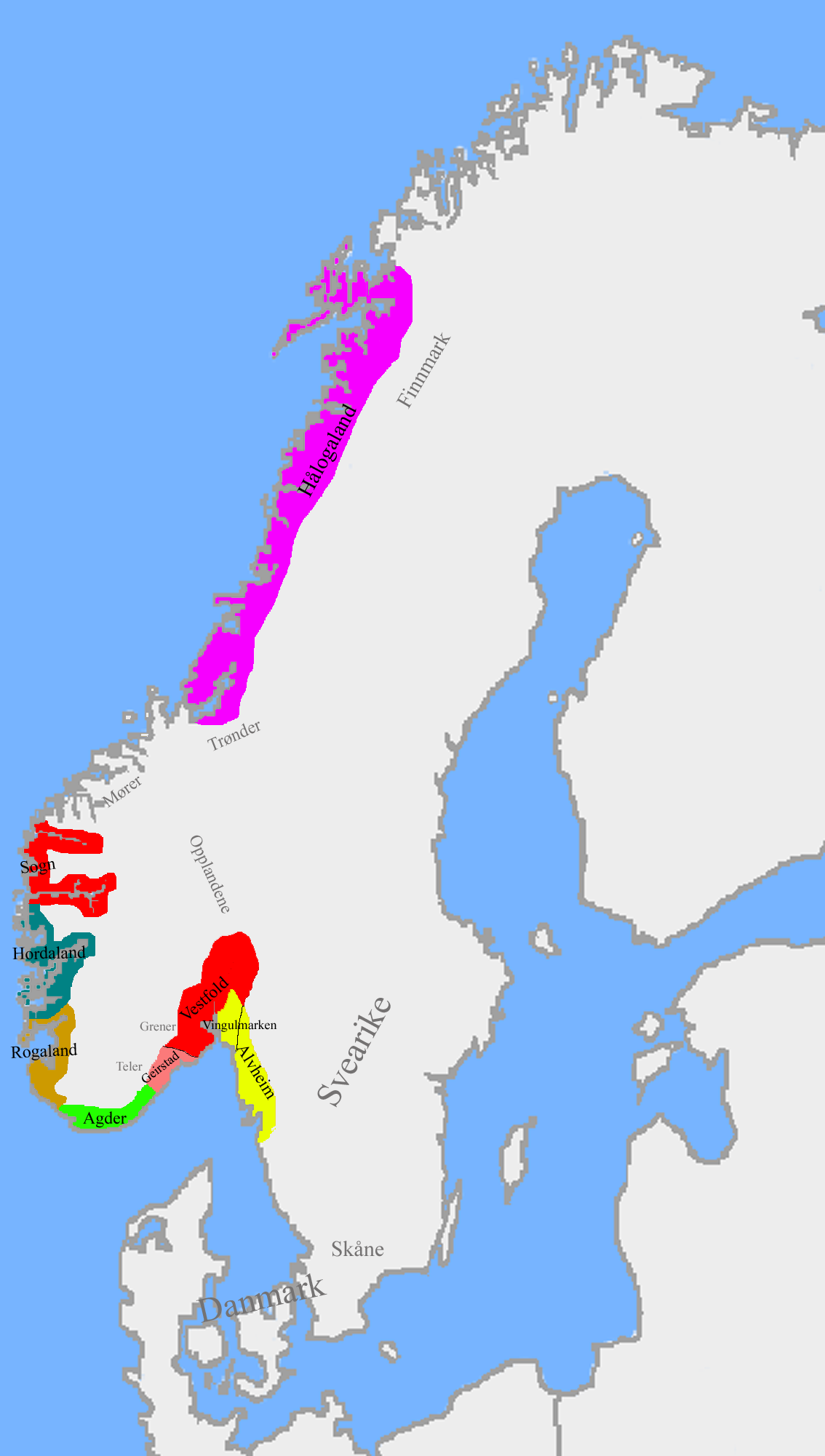
Halvdans Königreich – in rot

Archäologische Forschungen (einschließlich Georadar) von 1998/1999 deuten darauf hin, dass der Hügel in zwei verschiedenen Epochen gebaut wurde. C14-Daten deuten darauf hin, dass der Hügel zwischen 470 und 530 n. Chr. errichtet wurde, aber es gab auch Daten aus der Wikingerzeit (870–930 n. Chr.)

## Hálfdans  Tod
Von Hálfdans Tod erzählt Snorri Sturluson, er habe auf einer Rückreise aus Hadaland den zugefrorenen Randsfjord, den viertgrößten Binnensee Norwegens, überquert. Dabei sei er mit seinem Gefolge eingebrochen und im Alter von 40 Jahren ums Leben gekommen. Weil man mit seiner Herrschaft Fruchtbarkeit verbunden habe, habe man den Leichnam geteilt und die Teile in mehreren Grabhügeln beigesetzt. Snorri schildert damit einen Grabbrauch, der mehr an die zeitgenössische christliche Reliquienverehrung erinnert als an eine heidnische Sitte des 9. Jahrhunderts. Zumal Sæmundur fróði schreibt, dass Halvdan in Ringerike ein Hügelgrab bekam.